# Palata Albanija
La Palata Albanija (en serbe cyrillique : Палата Албанија) est un immeuble de grande hauteur situé à Belgrade, la capitale de la Serbie. Il doit son nom à une ancienne kafana appelée Albanija, dont il occupe l'emplacement. Construit entre 1938 et 1940, il est inscrit sur la liste des biens culturels de la  Ville de Belgrade (identifiant no SK 626).

## Présentation
Le Palata Albanija est situé au nord-ouest de Terazije, rue Knez Mihajlova. Un premier projet fut élaboré en 1938 par les architectes Branko Bon et Milan Grakalić et modifié par Miladin Prljević et Đorđe Lazarević. La construction de l'édifice s'est achevée en 1940. À cette époque, il fut le bâtiment le plus haut de Belgrade, dominant les rues alentour. Encore aujourd'hui, il est l'immeuble le plus élevé entre Terazije et Slavija.
Le 20 octobre 1944, un drapeau rouge fut hissé à son sommet, pour marquer le départ des nazis, chassés par l'Armée rouge et par les Partisans de Josip Broz Tito.